# Зезюлино
Зезюлино (Новоспасское, Алексеевское) — село в Ряжском районе Рязанской области, в составе Журавинского сельского поселения. 

## География
Расположено на юго-западе района, в 20 километрах от райцентра Ряжск, у впадения справа в реку Ранова безымянного притока, высота центра села над уровнем моря 147 м. Ближайшие населённые пункты: сёла Марчуки 2 — в 1 км западнее и Берёзово в 1,5 км на юг. В селе находится Спасская церковь 1782 года постройки

## История
Впервые в исторических документах деревня встречается в межевых книгах 1691 года, как вотчина Моисея Акимова и Василия Осипова Кареевых. Вотчина дана за московское осадное сидение[уточнить] Я. Т. Карееву (ум. 1621). Затем деревня переходит его сыновьям И. Я. Карееву и М. Я. Карееву (ум. после 1741), женатому на Т. Т. Левашовой. Далее — их сыну поручику Ф. М. Карееву (1682—1752), женатому третьим браком на княжне П. И. Кропоткиной (ум. 1749). После усадьбой владел их сын прапорщик А. Ф. Кареев (род. 1747), женатый на Е. Д. Таптыковой. Затем — их сын переводчик Б. А. Кареев (род. 1786) с женой Е. Е. Кареевой, после — сын последних ротмистр Д. Б. Кареев (ум. 1848), женатый Е. М. Сафоновой (ум. 1856). С 1848 года — его сестра Е. Б. Кареева, бывшая замужем за тайным советником, сенатором И. З. Ваценко (род. 1786). В начале XX века селом владел помещик В. Н. Казаков.
В 1734 году, уже в селе Зезюлино, вместо сгоревшей церкви, была построена новая церковь в стиле барокко, названная во имя митрополита Алексия и за селом закрепляется наименование Алексеевское, Зезюлино тож. В 1782 году, взамен деревянной, сооружена каменная, Спасская, с Алексеевским приделом, существующая поныне; после этого село именовалось Новоспасским. Церковь была построена А. Ф. Кареевым. Колокольня с церковью в честь Святителя Николая была построена в 1805 году (утрачена). Позже в селе была открыта земская школа, упразднённая в 1881 году, поскольку …крестьяне, доведенные частыми пожарами до нищенства, лишены возможности содержать школу на свои средства, поддерживая своё жалкое существование сбором подаяний по окружным селениям. На 1873 год в Зезюлине было 25 дворов, 1 священник и 1 псаломщик.

## Население
| 1859 | 1906 | 2010 |
| ---- | ---- | ---- |
| 1082 | ↘574 | ↘11  |